# Musikåret 1964

## Händelser

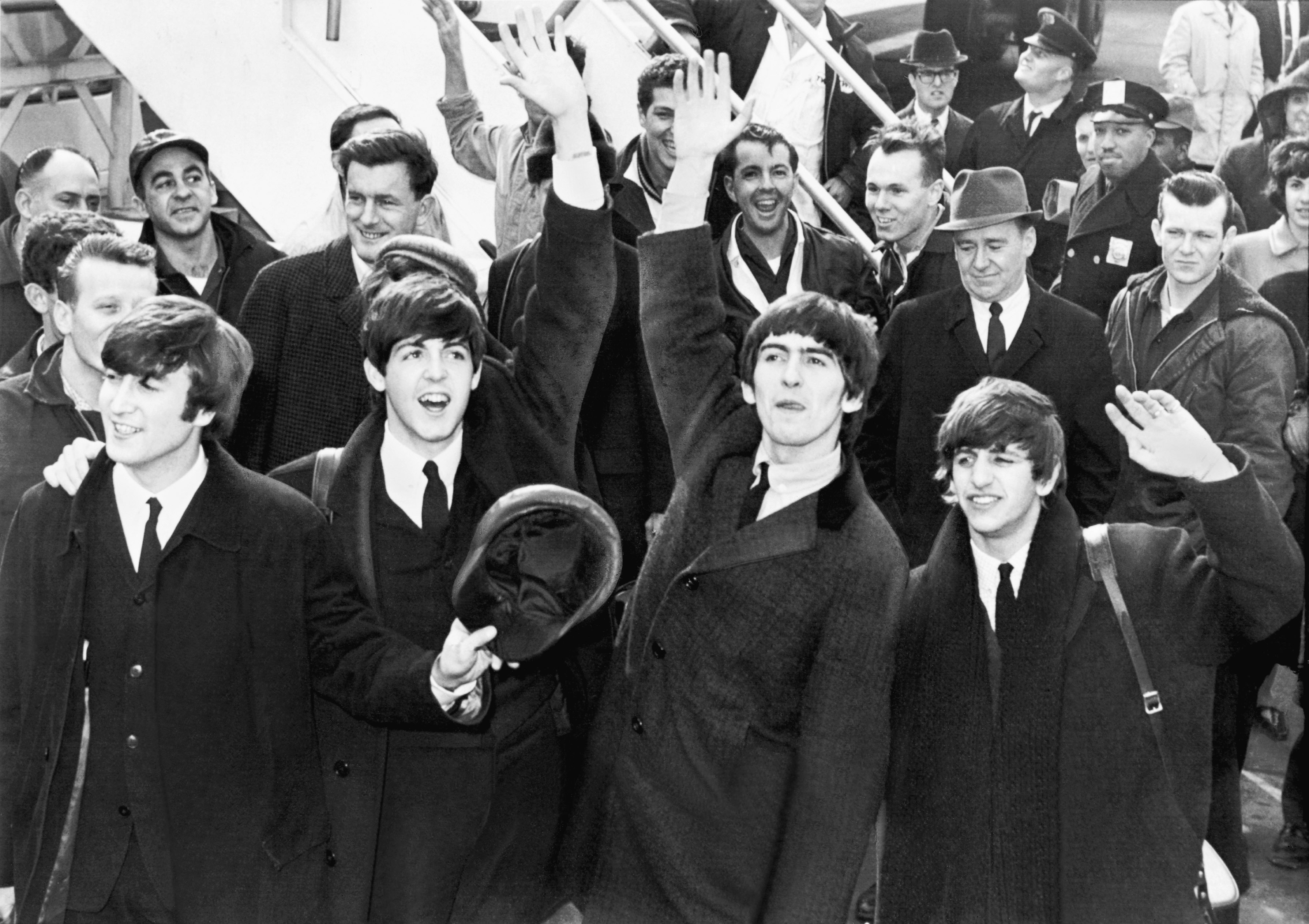
Beatleshysteri i USA.

- 9 februari – Beatles framträder i The Ed Sullivan Show och får sitt genombrott i USA.
- 24 februari – Kanadensiska musiktidningen RPM startas.
- 21 mars – Gigliola Cinquettis låt Non ho l'età vinner Eurovision Song Contest i Köpenhamn för Italien [1].
- 28 mars – Radio Caroline – En piratradiostation som sänder på ett skepp beläget på internationellt vatten utanför Englands kust debuterar och blir Europas första heldags-popmusikstation.[2].
- 18 juli - Siw Malmkvist och Umberto Marcato med "Sole Sole Sole" in på amerikanska musiktopplistan Billboard Hot 100 på en 86:e plats[3] som första svenska artist, på listan i 5 veckor med en 58.e plats som högsta placering 15 augusti.[4]
- okänt datum – Melodifestivalen ställs in på grund av strejk, och Sverige deltar inte i Eurovision Song Contest.[5]
- okänt datum – Danny & The Juniors splittras

## Priser och utmärkelser
- Stora Christ Johnson-priset – Karl-Birger Blomdahl för Symfoni nr 3, Facetter
- Mindre Christ Johnson-priset – Maurice Karkoff för Variazioni per orchestra
- Medaljen för tonkonstens främjande – Styrbjörn Lindedal, Johannes Norrby och Gustaf Skillner
- Spelmannen – Herbert Blomstedt

## Årets album
Vänligen sortera soloartister på efternamn, musikgrupper på förstabokstaven (utan engelskans "The" och "A")
- Louis Armstrong : Hello, Dolly!
- The Animals : The Animals
- Alice Babs & Svend Asmussen – Scandinavian Songs with Alice and Svend
- John Barry : Goldfinger
- The Beach Boys – All Summer Long
- The Beach Boys – Beach Boys Concert
- The Beach Boys – Shut Down Volume 2
- The Beach Boys – The Beach Boys' Christmas Album
- The Beatles – A Hard Day's Night
- The Beatles – Beatles for Sale
- The Beatles – Meet the Beatles!
- Chuck Berry – St. Louis to Liverpool
- James Brown – Sings Out of Sight
- Donald Byrd : Up with Donald Byrd
- John Coltrane – The Believer
- John Coltrane – Black Pearls
- John Coltrane – Coltrane’s Sound
- John Coltrane – Crescent
- John Coltrane – Live at Birdland
- Miles Davis – Miles in Europe
- Miles Davis – My Funny Valentine
- Dave Clark Five : Glad all over
- Buddy DeFranco – Blues Bag
- Eric Dolphy – Out to Lunch!
- Bob Dylan – The Times They Are a-Changin'
- Bob Dylan – Another Side of Bob Dylan
- Four Tops – Four Tops
- Marvin Gaye – When I'm Alone I Cry
- Stan Getz & Joao Gilberto : Getz/Gilberto
- Lars Gullin – Portrait of My Pals
- Lee Hazlewood – The N.S.V.I.P.s
- Jailbird Singers – Tjyvballader och Barnatro
- Jan Johansson – In pleno
- Jan Johansson – Jazz på svenska

Tom Cat	Lee Morgan	
- Quincy Jones  - I/We Had a Ball
- Henry Mancini : The Pink Panther Theme
- Lee Morgan  -	Tom Cat
- Tom Paxton – Ramblin' Boy
- Johnny Rivers : At the Whisky a Go Go
- The Rolling Stones – 12X5
- The Rolling Stones – The Rolling Stones (England's Newest Hitmakers)
- Horace Silver Quintet – Song For My Father
- Simon & Garfunkel – Wednesday Morning, 3 AM
- The Temptations – Meet The Temptations
- Eje Thelin – At the German Jazz Festival
- Muddy Waters – Folk Singer
- Yardbirds – Five Live Yardbirds
- Monica Zetterlund – Make Mine Swedish Style
- Monica Zetterlund – Waltz for Debby

### Julalbum
- The Beach Boys – The Beach Boys' Christmas Album

## Årets singlar & hitlåtar
Vänligen sortera soloartister på efternamn, musikgrupper på förstabokstaven (utan engelskans "The" och "A")
- The Animals – House of the Rising Sun
- Louis Armstrong – Hello, Dolly!
- Shirley Bassey – Goldfinger
- The Beach Boys – Fun, Fun, Fun
- The Beach Boys – I Get Around
- The Beach Boys – Little Honda
- The Beatles – A Hard Day's Night
- The Beatles – Can't Buy Me Love
- The Beatles – I Feel Fine
- The Beatles – Eight Days a Week
- The Beatles – Twist and Shout
- Chuck Berry – No Particular Place to Go
- Chuck Berry – You Never Can Tell
- Freddy Cannon – Abigail Beecher
- Dave Clark Five – Glad All Over
- Dave Clark Five – Bits and Pieces
- The Dixie Cups – Chapel of Love
- The Drifters – Under the Boardwalk
- The Everly Brothers – Gone Gone Gone
- The Four Seasons – Dawn (Go Away)
- The Four Seasons – Rag Doll
- The Four Tops – Baby I Need Your Loving
- Marvin Gaye – How Sweet It Is to Be Loved By You
- Gerry and the Pacemakers – Ferry Cross the Mersey
- Lesley Gore – You Don't Own Me
- Herman's Hermits – I'm into Something Good
- The Hollies – Just One Look
- The Honeycombs – Have I the Right?
- Jan and Dean – Dead Man's Curve
- The Kinks – You Really Got Me
- The Kinks – All Day and All of the Night
- Lars Lönndahl – Söker du så finner du
- Lars Lönndahl – Vilken härlig sommardag
- Lars Lönndahl & Towa Carson – Ro, ro, ro
- Lars Lönndahl & Towa Carson – Visa mig hur man går hem
- Manfred Mann – Do Wah Diddy Diddy
- Manfred Mann – Sha La La
- The Marketts – Out of Limits
- Martha and the Vandellas – Dancing in the Street
- The Migil 5 – Mockin' Bird Hill
- Roger Miller – Chug-A-Lug
- Per Myrberg – Trettifyran
- The Nashville Teens – Tobacco Road
- Ricky Nelson – For You
- The Newbeats – Bread and Butter
- Roy Orbison – It's Over
- Roy Orbison – Oh, Pretty Woman
- Peter and Gordon – A World Without Love
- Peter and Gordon - Nobody I Know
- Elvis Presley – Kissin' Cousins / It Hurts Me
- Elvis Presley – Such a Night
- Elvis Presley – Ask Me
- Elvis Presley – Viva Las Vegas
- Jim Reeves – I Love You Because
- The Rolling Stones – It's All Over Now
- The Rolling Stones – Tell Me
- The Rolling Stones – Not Fade Away
- The Searchers – Needles and Pins
- The Searchers – Don't Throw Your Love Away
- The Searchers – When You Walk in the Room
- The Seekers – I'll Never Find Another You
- The Shadows – The Rise and Fall of Flingel Bunt
- The Shangri-Las – Leader of the Pack
- The Shangri-Las – Remember (Walking in the Sand)
- Dusty Springfield – Wishin' and Hopin'
- Terry Stafford – Suspicion
- Sven-Ingvars – Fröken Fräken
- The Swinging Blue Jeans – You're No Good
- The Supremes – Baby Love
- The Supremes – Where Did Our Love Go
- The Temptations : The Way You Do The Things You Do
- The Trashmen – Surfin' Bird
- Dionne Warwick – Walk on By
- The Zombies – She's Not There

## Födda
- 6 januari – Mark O'Toole, brittisk musiker, basist i Frankie Goes To Hollywood.
- 25 januari – Thomas Öbrink, svensk kompositör och sångtextförfattare.
- 29 januari – Roddy Frame, brittisk sångare, gitarrist och låtskrivare i Aztec Camera.
- 31 januari – Billey Shamrock, svensk underhållare och trubadur.
- 3 februari – Torbjörn Eriksson, svensk musiker, medlem i Larz-Kristerz.
- 6 februari – Michael Breitkopf, tysk musiker, gitarrist i Die Toten Hosen.
- 23 februari – John Norum, svensk musiker, gitarrist i Europe.
- 24 februari
  - Bill Bailey, engelsk komiker, skådespelare och musiker.
  - Paul Bothén, svensk kompositör.
- 8 mars – Peter Gill, brittisk musiker, trumslagare i Frankie Goes to Hollywood.
- 10 mars – Neneh Cherry, svensk musker.
- 6 april – David Woodard, amerikansk dirigent och författare.
- 17 april – Kayo Shekoni, svensk sångare och TV-programledare.
- 25 april – Andy Bell, brittisk musiker, medlem i Erasure.
- 26 april – Rebecka Törnqvist, svensk sångare och låtskrivare.
- 28 april – Malin Gjörup, svensk skådespelare och operaartist, mezzosopran.
- 8 maj – Niels Jensen, svensk skådespelare, sångare och låtskrivare.
- 10 maj – Susie Päivärinta, finsk/svensk sångare.
- 16 maj – Esbjörn Svensson, svensk jazzpianist och kompositör.
- 26 maj – Lenny Kravitz, amerikansk sångare, gitarrist och musikproducent.
- 6 juni – Jay Bentley, amerikansk musiker, basist i punkbandet Bad Religion.
- 11 juni
  - Pete Finestone, amerikansk musiker, trummis i Bad Religion 1982–91.
  - Andreas von Holst, tysk musiker, gitarrist i Die Toten Hosen.
- 9 juli – Courtney Love, amerikansk sångare, skådespelare och gitarrist.
- 14 juli – John Maurer, musiker, medlem i Social Distortion.
- 20 juli – Chris Cornell, amerikansk musiker, sångare och låtskrivare i Soundgarden 1984–96, sångare i Audioslave 2002–.
- 31 juli – C. C. Catch, tysk sångerska.
- 6 augusti – Stephen George Ritchie, tysk musiker, trummis i Die Toten Hosen.
- 13 augusti – Ian Haugland, svensk musiker, trumslagare i Europe.
- 23 oktober – Camilla Henemark, svensk sångare, skådespelare, modell och debattör.
- 29 oktober – Mats Gustafsson, svensk jazzsaxofonist.
- 6 november – Greg Graffin, amerikansk musiker, sångare i Bad Religion.
- 16 november – Diana Krall, kanadensisk/amerikansk jazzpianist och sångare.
- 9 december – Paul H. Landers, tysk musiker, gitarrist i Rammstein.
- 23 december – Eddie Vedder, amerikansk musiker, sångare i Pearl Jam.

## Avlidna
- 17 mars – William Seymer, 73, svensk tonsättare och musikskriftställare.
- 1 maj – Håkan von Eichwald, 56, finlandssvensk kapellmästare och kompositör.
- 9 maj – Einar Groth, 60, svensk violinist, kapellmästare och kompositör.
- 31 juli – Jim Reeves, 40, amerikansk country-sångare.
- 1 september – Otto Olsson, 84, svensk organist och tonsättare.
- 24 september – Gösta Stevens, 67, svensk journalist, manusförfattare, regissör, sångtextförfattare och översättare.
- 1 oktober – Ernst Toch, 76, tysk-österrikisk tonsättare.
- 4 oktober – Set Svanholm, 60, svensk hovsångare och operachef.
- 15 oktober – Cole Porter, 73, amerikansk låtskrivare och kompositör.
- 11 december – Alma Mahler, 85, österrikisk tonsättare och konstnär.

### Fotnoter
1. ↑  Poplight - Eurovision Song Contest.
2. ↑  Don't Get Mad, Get Even Arkiverad 15 augusti 2007 hämtat från the Wayback Machine.
3. ↑  Hoffmann, Frank W.. The Cash Box Singles Charts 1950-1981. Scarecrow Press. sid. 373. ISBN 9780810815957. http://books.google.se/books?id=djbaAAAAMAAJ&q=siw+malmkvist+sole+sole+sole&dq=siw+malmkvist+sole+sole+sole&hl=sv&sa=X&ei=P_l-VObJOoO_ygOjq4LIDw&ved=0CDcQ6AEwBDgU
4. ↑   Billboard Hot 100, week of august 15 1964,'Billboard Hot 100 (billboard.com) (läst 11 maj 2024)
5. ↑  ”Poplight”. Arkiverad från originalet den 24 maj 2012. https://archive.is/20120524221205/http://poplight.zitiz.se/melodifestivalen/1964. Läst 25 juli 2011.